# 科索沃战争
「科索沃戰爭」或「科索沃衝突」這個名詞通常是用來描述兩場接續的並且有時相當類似的武裝衝突。內戰後隨即發生了國際衝突，分别为：
- 1996年－1999年：南斯拉夫联盟共和国（塞尔维亚）的安全部队，與科索沃解放軍（一支追求科索沃自治省獨立的阿爾巴尼亞人游擊隊）之间的內部戰爭。
- “科索沃战争”这个名词多指1999年3月24日至6月10日这78天北约对南斯拉夫的空袭行动，为國際衝突。

## 背景
由於科索沃境內的阿爾巴尼亞族與塞爾維亞族衝突愈演愈烈，1989年，南斯拉夫社會主義聯邦共和國撤消了科索沃社會主義自治省的地方自主权，導致1990年科索沃宣佈成立獨立國家科索沃共和國。恰逢南斯拉夫發生克羅地亞獨立戰爭和歷時三年的波黑戰爭，南斯拉夫聯盟共和國政府暫時無暇顧及科索沃。同時一些阿爾巴尼亞民族主義者開始武裝自衛，組織了科索沃解放軍，達到驅趕南聯盟政府安全部隊，獲取科索沃實質獨立的目的。

## 战争

### 1998年
1998年2月发生德雷尼察屠杀, 塞尔维亚特别警察部队在科索沃中部德雷尼察地区对科索沃阿族平民犯下的一系列屠杀，包括枪毙妇女、儿童、和老人。 安理会開始对南斯拉夫包括科索沃实行武器禁运。

### 1999年
1999年1月，發生針對科索沃解放軍和科索沃阿尔巴尼亚族的拉查克屠殺。西方國家譴責南斯拉夫聯盟共和國政府發動大屠殺。隨後北約介入，北約草擬朗布依埃协议，希望能透過和平談判解決爭端，南斯拉夫聯盟共和國拒絕在協議上簽字，協議最終沒有達成。
在1999年3月23日，美國巴爾幹特使理查德·霍布魯克宣佈和平談判失敗。比爾·柯林頓政府宣告終止外交努力，開始對南聯實施空中攻擊，南聯的回應則是大舉進軍科索沃，以更殘酷的種族淨化政策，驅逐阿裔人民離境，造成歐洲自二戰以來最大的難民潮。經78天轟炸，南聯遭受相當大的损失。戰爭從3月24日至6月10日，當北約攻擊塞黑目標時，阿爾巴尼亞人游擊隊持續與塞爾維亞政府武力戰鬥，在這段期間，戰亂造成了科索沃的人口大幅減少。
- 作战时间：1999年3月23日至6月10日（历时78日）
- 参战兵力：
  - 北约方面：北大西洋公约组织（北约）19个成员国中的13国直接參與戰爭，其余6国以提供后勤工作支援前线。战争起始共投入各式飞机496架和15艘军舰（包括1艘航空母舰）。战争过程中，北约曾三次增兵，至战争结束前夕，共有1153架飞机和47艘军舰（含3艘航空母舰）部署战区各地。
  - 南联盟方面：南斯拉夫联盟共和国（南联盟）总兵力约11.4万人。其中陆军9万人，坦克1270辆，装甲车893辆，火炮1500门，和4部“蛙”式战术导弹发射架；海军7500人，各式舰艇81艘；空军与防空军1.67万人，作战飞机238架，“萨姆-2”、“萨姆-3”、“萨姆-6”地对空导弹380枚，肩射式“萨姆-7”、“萨姆-16”地对空导弹800余枚，各型高射炮1850门。预备军40万人。
  - 阿爾巴尼亞和科索沃解放軍方面 : 根據聯合國統計約3600名阿爾巴尼亞人及120餘名塞爾維亞人參與戰爭，由於現代化武裝及訓練有所缺乏，多以游擊戰及號稱"贊嘉計畫"的消耗戰為主。

1999年3月23日，北约秘书长索拉纳在布鲁塞宣布，由于“最后外交努力”失败，北约决定对南联盟进行大规模空袭。代号为“盟军行动”的空袭正式拉开帷幕。
1999年3月28日，北约开始了第二阶段空袭，目标转为对北纬44度以南的南人民军地面部队和军用物资进行攻击，企图破坏南的战争机器，迫使南联盟屈服。
1999年4月13日，美国总统克林顿宣布对南联盟的空袭进入第三阶段，扩大空袭范围，增加空袭强度。北约对南联盟境内的所有军事目标进行24小时不间断轰炸；另一方面，为了削弱南联盟人民的抵抗意志，北约还对南联盟的民用设施，如桥梁、铁路、公路、工厂、电视台、通讯系统和电力系统等进行轰炸。此外，美国还向巴尔干派遣地面部队和“阿帕奇”攻击直升机，为地面进攻作准备。
1999年5月7日，5枚联合直接攻击制导炸弹击中中国驻南斯拉夫大使馆，导致3名中国记者被炸死，个别外交人员受伤，馆舍被毁，此事件中國稱為五八事件，隨后中國大陸爆發1999年中国反美示威活动。
1999年6月2日，南联盟总统米洛舍维奇接受了由俄罗斯特使切尔诺梅尔金、芬兰总统阿赫蒂萨里、美国副国务卿塔尔博特共同制定的和平协议，该协议在坚持原朗布依埃方案基本内容的同时，强调透过联合国机制解决问题的必要性，并对此作具体规定。根据这个协议，进驻科索沃的多国部队将按照联合国宪章精神建立，科索沃未来自治地位的确切性质将由联合国安理会决定，难民返回家园的安排也将在联合国难民事务高级专员的监督下实施。

## 谈判
1999年1月15日，拉查克屠杀事件曝光并被认定为米洛舍维奇及塞军的战争罪行，引发世界各国及安理会的谴责。并於1999年3月15日，在法国巴黎西南郊的朗布依埃古堡举行一场事关巴尔干半岛未来局势的会议，美国、北约与南联就“科索沃问题”开展了第二轮谈判。
北约、美国与西方部分国家认为塞尔维亚不仅对科索沃境内的阿族穆民实行种族歧视政策，其政府军警、民警还对阿族反抗分子与科索沃解放军施行不合法的武力镇压和种族屠杀。北约的議案核心内容有：同意科索沃繼續自治三年，以公投的方式決定未來政治走向（即邁向獨立或回归南联盟）；要求在科索沃实现实质性的高度自治；要求塞军与武警全部撤离科索沃自治省，让北约的维和部队进驻以确保境内阿族的安全与阿族、塞族间的和平。
在第二轮谈判中，塞尔维亚代表始终未接受北约驻军这个条件，他们认为让北约军队进驻自治省境内就相当于北约在科索沃自治省实行军事占领，如此就侵犯了塞尔维亚在科索沃的主权而予以拒絕，雙方始終沒有達成協議。3月18日，阿尔巴尼亚、英国和美国代表在朗布依埃协议上簽約。

## 结局

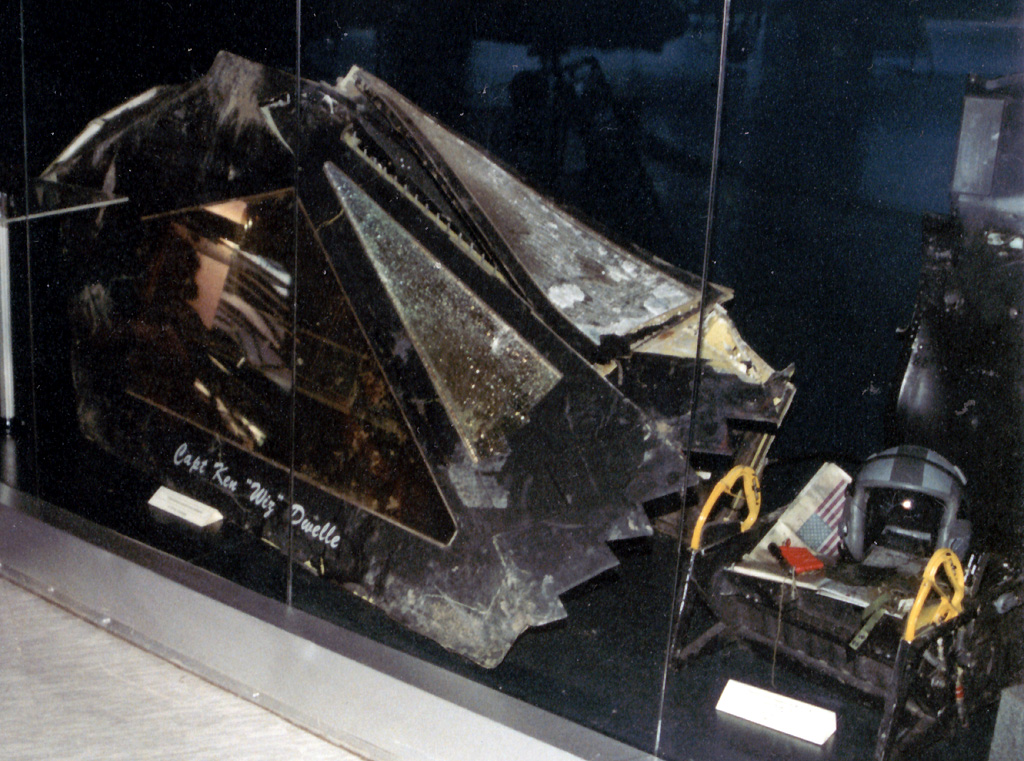
科索沃戰爭中的美軍F-117戰鬥機遭南斯拉夫軍隊的SA-3防空導彈擊落，此機殘骸現存在塞爾維亞首都貝爾格萊德的一家航空博物館

迫于以美国为首的北约强大的武力介入与威胁，最终米洛舍维奇接受了北约开出的条件，科索沃解放軍必须解除武裝，停止軍事行動。南聯盟則從科索沃撤軍，允許阿尔巴尼亚人回鄉重建家園，並接受聯合國維和部隊的監督，於是科索沃戰爭宣告終止。塞爾維亞自此失去對科索沃的控制權，但至今堅持擁有主權。
人权观察估计至少有488名平民因为北约空袭而死亡。2000年8月前南战犯法庭（ICTY）2000年8月报告说发掘出了2,788具遺体，其中会有不少是战争犯罪受害者。而KFOR的消息说到1999年7月发现2150具，其中850具被认为是战争犯罪受害者。2001年7月、塞尔维亚当局报告发现了一千人的乱葬坑，最大的位于Batajnica。人权团体认为死于塞黑军的战争犯罪的人数是4400人。而ICTY推测最终死于塞黑军罪行的死亡人数为一万人。

## 后续
2008年2月17日，科索沃議會通過獨立宣言，宣佈脫離塞爾維亞独立，至2022年12月已經獲得101個聯合國會員國，以及中華民國、馬爾他騎士團、紐埃、庫克群島的外交承認。但在聯合國安理會兩個常任理事國的俄羅斯和中華人民共和國以及印度等國反對下，科索沃至今没有正式加入聯合國。塞爾維亞人主導的南聯政府（即今塞爾維亞共和國政府）則強烈反對分離，並認為科索沃的歷史和文化與塞爾維亞有密切關係。塞爾維亞政府至今堅持對科索沃擁有主權。這是一則典型的冷戰後巴爾幹半島的民族國家問題。